# Langues adamaoua-oubanguiennes
Les langues adamaoua-oubanguiennes (ou langues adamawa-oubanguiennes) sont une famille de langues qui constituent une des branches des langues nigéro-congolaises.
Ces langues se trouvent essentiellement en République centrafricaine, mais aussi dans les territoires limitrophes des États voisins du Cameroun, du Tchad, du Soudan du Sud, de la République démocratique du Congo et du Nigeria.

## Sous-groupes
- langues adamaoua
  - tula-waja
  - bena-mboi
  - bikwin-jen
  - samba-duru
  - mumuye
  - yendang
  - mbum
  - kim
  - boua
  - day
  - kam
  - longuda
  - baa
  - duli
  - fali
- langues oubanguiennes
  - gbaya
  - ngbandi
  - ngbaka
  - mba
  - sere
  - banda
  - zandé